# Mariano Nani

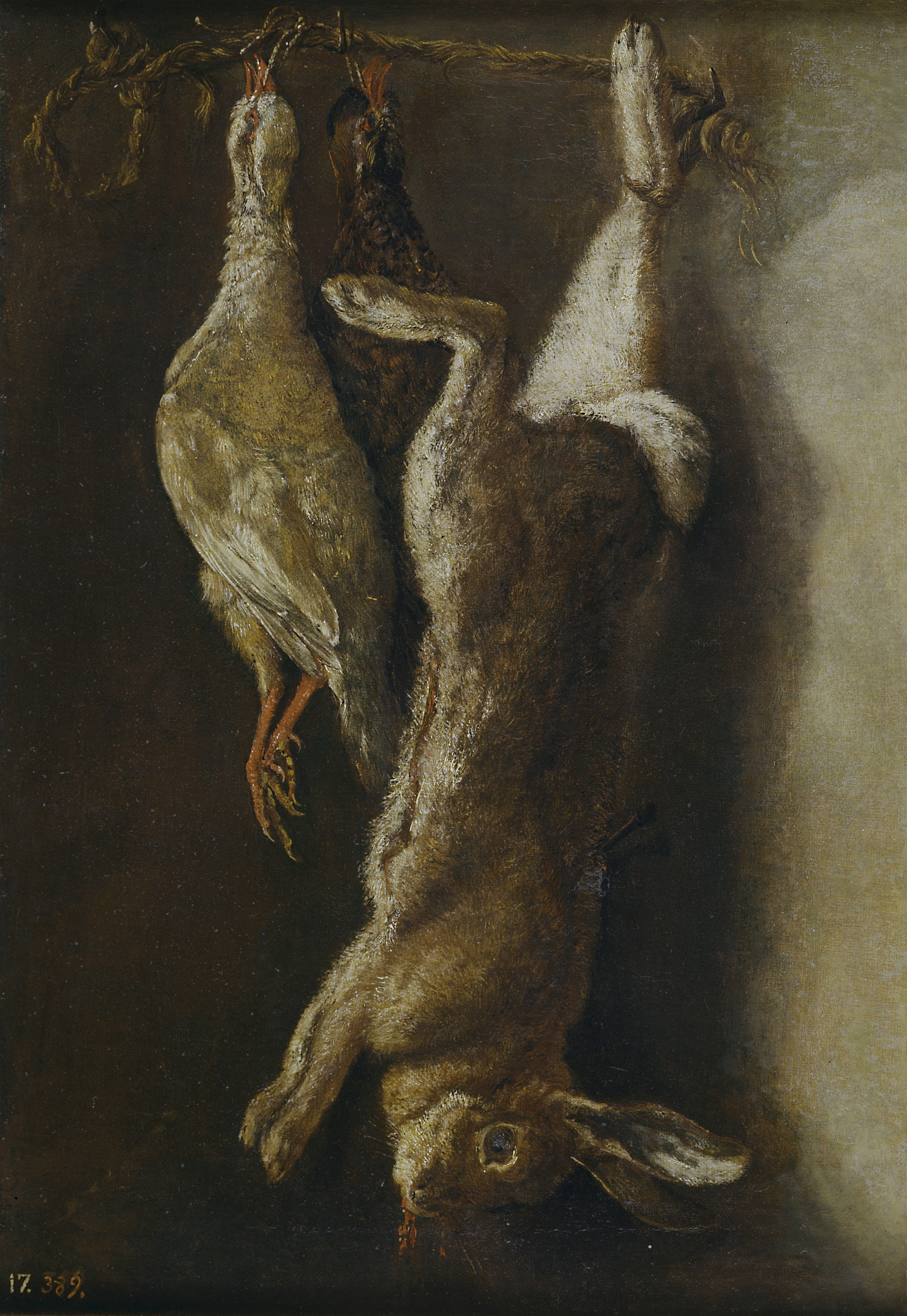
Bodegón de caza: una liebre y dos perdices, óleo sobre lienzo, 69 x 48 cm, Madrid, Museo del Prado.

Mariano Nani (Nápoles, c. 1725 – Madrid, 1804) fue un pintor italiano activo en España, especializado en la pintura de bodegones de caza.
Hijo y discípulo de Giacomo Nani, pintor de flores y de animales con fondos de paisaje, hacia 1755 comenzó a trabajar como su padre en la real fábrica de porcelanas de Capodimonte, con título de «pintor decorador». Se trasladó a España en 1759 en el séquito de Carlos III. Instalado en Madrid, colaboró con sus diseños en la creación de la Real Fábrica de Porcelanas del Buen Retiro sin abandonar la pintura de bodegones y miniaturas. En 1764, año en que va fechado el Bodegón con cordero y aves de la Real Academia de Bellas Artes de San Fernando, fue admitido en esta institución como académico de mérito. A partir de 1775 y por mediación de Anton Raphael Mengs proporcionó también cartones para la Real Fábrica de Tapices de Santa Bárbara.
Buena prueba del aprecio que alcanzó en la corte española pueden ser los doce bodegones y escenas de caza con que cuenta el Museo del Prado, aunque algunos de ellos se encuentran depositados en otros museos e instituciones diversas. Su estilo más característico, en el que se manifiestan influencias de Paul de Vos y la pintura flamenca interpretada con sentido dramático y colores vibrantes, se puede encontrar en obras como Un perro y un gato disputándose una paloma (Palacio Real de Aranjuez) o en algunas de las cacerías de piezas de caza mayor destinadas a cartones para tapices, como los dos conservados en el Ministerio de Asuntos Exteriores, en depósito del Museo del Prado: Cacería de osos y ciervos y Cacería de ciervos.